# Hel·lenòpolis
Hel·lenòpolis (en llatí Hellenopolis, en grec antic Ἑλληνόπολις) era una ciutat de la costa de la Propòntida, a la Regió de Bitínia, al sud del golf d'Astacos i prop del petit riu anomenat Draco.
Inicialment la ciutat es va dir Drepanon o Drepane, (en llatí Drepanum o Drepane, en grec Δρέπανον, Δρεπάνη) però Constantí el Gran li va canviar el nom a Hel·lenòpolis, en honor de la seva mare Helena, que havia nascut a la ciutat. Probablement era un lloc poc desenvolupat, però a partir d'aquell moment va agafar importància, i molta gent de la rodalia s'hi va establir.
També l'emperador romà d'Orient Justinià I va afavorir la prosperitat de la ciutat, però més tard es va despoblar i es va convertir en un llogaret. A la seva rodalia hi havia fonts d'aigües termals i minerals i Constantí el Gran va viure allí els seus darrers anys per gaudir d'aquestes aigües, segons diu Hèrmies Sozomen.
El seu nom modern és Hersek i les fonts minerals segurament són les anomenades Jalaikabad.